# Klein Karoo Nasionale Kunstefees
Il Klein Karoo Nasionale Kunstefees (in afrikaans Festival Nazionale delle Arti di Little Karoo), solitamente abbreviato in KKNK, è un importante festival di arti in lingua afrikaans che si svolge ogni anno nella città sudafricana di Oudtshoorn. Il festival prevede performance sia di arti visive che spettacolari ed è ufficialmente riconosciuto dal Governo Sudafricano come festival artistico nazionale. In base al numero di visitatori è anche il più grande festival d'arte del Paese.
La prima edizione del festival ebbe luogo nel 1994, dall'idea di un imprenditore di Oudtshoorn, Nic Barrow, e di un ex responsabile delle pubbliche relazioni per la casa editrice sudafricana Naspers, Andrew Marais. 
Ogni anno il KKNK attira più di mille artisti che si esibiscono in più di duecento produzioni e performance nell'arco di otto giorni; di solito alla fine di marzo o all'inizio di aprile.
Il festival ha assunto un ruolo centrale nelle produzioni teatrali afrikaans: le nuove produzioni vengono solitamente messe in scena per la prima volta al KKNK e vengono poi rappresentate in tutto il Sud Africa durante il resto dell'anno.
Economicamente il KKNK è una fonte di crescita per la città e la regione circostante, dal momento che molti privati e istituzioni beneficiano dei proventi dell'affitto di alloggi, sale e terreni durante il festival.